# Siemihościcze
Siemihościcze (biał. Семігосцічы; ros. Семигостичи) – wieś na Białorusi, w obwodzie brzeskim, w rejonie stolińskim, w sielsowiecie Olszany.
Znajduje się tu parafialna cerkiew prawosławna pw. św. Apostoła Jana Teologa.

## Historia
Dawniej wieś i majątek ziemski. W dwudziestoleciu międzywojennym leżały w Polsce, w województwie poleskim, w powiecie stolińskim, w gminie Chorsk, w pobliżu granicy ze Związkiem Sowieckim. Po II wojnie światowej w granicach Związku Sowieckiego. Od 1991 w niepodległej Białorusi.